# Aemulister borgmeieri
Aemulister borgmeieri är en skalbaggsart som beskrevs av August Reichensperger 1938. Aemulister borgmeieri ingår i släktet Aemulister och familjen stumpbaggar. Inga underarter finns listade i Catalogue of Life.